# 레냐고
레냐고(이탈리아어: Legnago, 베네토어: Lenjago)는 이탈리아 북부 베네토주 베로나도에 있는 도시이자 코무네로, 인구는 2012년 기준으로 25,439명이다. 아디제강에 위치하며 베로나에서 약 43km(27mi) 정도 떨어진 곳에 위치하고 있다. 주로 쌀, 기타 곡물, 설탕, 담배 등의 작물을 생산한다.

## 역사
레냐고에는 청동기 시대(기원전 13세기)에 번성하게 살았던 흔적이 남아있다.
레냐고는 중세 초기부터 군사적으로 중요한 역할을 했다. 19세기에 이곳은 콰드릴라테로 요새 중 하나였으며, 이탈리아 독립 전쟁 동안 오스트리아 롬바르디아-베네치아 왕국의 주요 거점이었다. 현재의 요새는 1815년에 계획되어 건설되었으며, 기존 방어 시설은 1801년 나폴레옹 1세에 의해 파괴되었다.

## 지리
지방의 남서쪽 모퉁이에 위치하며 로비고도, 파도바도 및 비첸차도 지방과 국경 근처에 위치한 레냐고는 앙기아리, 베르간티노, 보나비고, 보스키 산탄나 보스키산타나, 카스텔노보 바리아, 세레아, 미네르베, 테라조 및 빌라 바르톨로메아 지방자치단체와 접해 있다. 레냐고는 Canove, Casette, Porto, San Pietro, San Vito, Terranegra, Torretta, Vangadizza 및 Vigo 등 작은 마을(프라치오네)을 포함한다.

## 명소
- 산 살바로(San Salvaro) 교회(12세기).
- 대성당(Duomo), 18세기.
- 토리오네(Torrione, "대탑")는 14세기에 지어졌으며, 옛 중세 성벽에서 유일하게 남아 있는 탑이다.

## 문화
레냐고 출신의 가장 유명한 작곡가 안토니오 살리에리를 기리기 위해 매년 가을에 안토니오 살리에리 문화재단이 후원하는 살리에리 오페라 페스티벌이 열리며, 살리에리의 작품과 동시대 작가들의 작품을 재발견하는 시간을 갖는다. 레냐고의 한 극장도 그의 명예를 기리기 위해 이름을 바꾸었다.

## 출신 인물
- 안토니오 살리에리(1750~1825), 작곡가이자 교사
- 조반니 바티스타 카발카셀레(Giovanni Battista Cavalcaselle, 1827~1897), 미술사학자
- 아폴로 그란포르테(1886~1975), 오페라 바리톤
- 알프레도 데 팔치(Alfredo de Palchi, 1926~2020), 시인이자 번역가
- 피엘루이지 체라(1941~), 축구 선수
- 파올로 루베르티(1975~), 레이싱 드라이버

## 스포츠
레냐고를 연고로 하는 지역 축구 팀인 FC 레냐고 살루스 S.S.D.가 있다.